# Quatrième circonscription de la Seine-Maritime
La quatrième circonscription de la Seine-Maritime est l'une des dix circonscriptions législatives françaises que compte le département de la Seine-Maritime (76) situé en région Normandie.

## La circonscription de 1958 à 1986

### Description géographique
Dans le découpage électoral de 1958, la quatrième circonscription de la Seine-Maritime était composée des cantons suivants :
- canton de Clères,
- canton de Duclair,
- canton de Maromme,
- canton de Pavilly.

### Historique des députations
| Législature | Début de mandat | Fin de mandat  | Député             | Parti politique | Observations |
| ----------- | --------------- | -------------- | ------------------ | --------------- | --- |
| Ire         | 9 décembre 1958 | 9 octobre 1962 | André Marie        | Non-inscrit     | Mandat écourté à la suite d'une dissolution parlementaire décidée par Charles de Gaulle.                                                                       |
| IIe         | 6 décembre 1962 | 2 avril 1967   | André Chérasse     | UNR             | |
| IIIe        | 3 avril 1967    | 30 mai 1968    | Colette Privat     | PCF             | Mandat écourté à la suite d'une dissolution parlementaire décidée par Charles de Gaulle.                                                                       |
| IVe         | 11 juillet 1968 | 1er avril 1973 | Olivier de Sarnez  | UDR             | |
| Ve          | 2 avril 1973    | 2 avril 1978   | André Martin       | RDS             | |
| VIe         | 3 avril 1978    | 22 mai 1981    | Colette Privat     | PCF             | Mandat écourté à la suite d'une dissolution parlementaire décidée par François Mitterrand.                                                                     |
| VIIe        | 2 juillet 1981  | 1er avril 1986 | Jean-Claude Bateux | PS              | |
| VIIIe       | 2 avril 1986    | 14 mai 1988    | Aucun              | Aucun           | Proportionnelle par département, pas de député par circonscription. Mandat écourté à la suite d'une dissolution parlementaire décidée par François Mitterrand. |

### Élections de 1958
| Candidat         | Candidat           | Parti          | Premier tour | Premier tour | Second tour | Second tour |  |
| Candidat         | Candidat           | Parti          | Voix         | %            | Voix        | %           |  |
| ---------------- | ------------------ | -------------- | ------------ | ------------ | ----------- | ----------- |  |
|                  | André Marie élu    | CR             | 9 312        | 22,41        | 15 028      | 35,88       |  |
|                  | Paul Vauquelin     | Radsoc         | 9 123        | 21,95        | 13 097      | 31,27       |  |
|                  | Germaine Pican     | PCF            | 7 815        | 18,81        | 8 433       | 20,13       |  |
|                  | Alain Brajeux      | MRP            | 4 872        | 11,72        | Retrait     | Retrait     |  |
|                  | Raymond Bretéché   | SFIO           | 4 089        | 9,84         | Retrait     | Retrait     |  |
|                  | Roger Duboc        | UNR            | 3 378        | 8,13         | 5 331       | 12,73       |  |
|                  | Constant Lecœur    | UFD            | 1 452        | 3,49         |             |             |  |
|                  | Marcel Laurent     | UFF            | 996          | 2,4          |             |             |  |
|                  | Raymond Depriester | Divers         | 517          | 1,24         |             |             |  |
|                  |                    |                |              |              |             |             |  |
| Inscrits         | Inscrits           | Inscrits       | 54 851       | 100,00       | 54 949      | 100,00      |  |
| Abstentions      | Abstentions        | Abstentions    | 11 669       | 21,27        | 12 073      | 21,97       |  |
| Votants          | Votants            | Votants        | 43 182       | 78,73        | 42 876      | 78,03       |  |
| Blancs et nuls   | Blancs et nuls     | Blancs et nuls | 1 628        | 3,77         | 987         | 2,3         |  |
| Exprimés         | Exprimés           | Exprimés       | 41 554       | 96,23        | 41 889      | 97,7        |  |
| Source : CEVIPOF |                    |                |              |              |             |             |  |

Placide Alexandre, professeur, maire de Mont-Cauvaire, conseiller général du canton de Clères, était le suppléant d'André Marie.

### Élections de 1962
| Candidat         | Candidat            | Parti          | Premier tour | Premier tour | Second tour | Second tour |  |
| Candidat         | Candidat            | Parti          | Voix         | %            | Voix        | %           |  |
| ---------------- | ------------------- | -------------- | ------------ | ------------ | ----------- | ----------- |  |
|                  | André Chérasse élu  | UNR-UDT        | 10 782       | 26,65        | 15 757      | 36,98       |  |
|                  | André Marie sortant | CR             | 10 540       | 26,05        | 12 272      | 28,8        |  |
|                  | Germaine Pican      | PCF            | 8 116        | 20,06        | Retrait     | Retrait     |  |
|                  | Paul Vauquelin      | Radsoc         | 7 693        | 19,02        | 14 581      | 34,22       |  |
|                  | Alain Brajeux       | MRP            | 3 325        | 8,22         | Retrait     | Retrait     |  |
|                  |                     |                |              |              |             |             |  |
| Inscrits         | Inscrits            | Inscrits       | 59 516       | 100,00       | 59 508      | 100,00      |  |
| Abstentions      | Abstentions         | Abstentions    | 17 782       | 29,88        | 15 559      | 26,15       |  |
| Votants          | Votants             | Votants        | 41 734       | 70,12        | 43 949      | 73,85       |  |
| Blancs et nuls   | Blancs et nuls      | Blancs et nuls | 1 278        | 3,06         | 1 339       | 3,05        |  |
| Exprimés         | Exprimés            | Exprimés       | 40 456       | 96,94        | 42 610      | 96,95       |  |
| Source : CEVIPOF |                     |                |              |              |             |             |  |

Le suppléant d'André Chérasse était René Duval, chef de service compagnie de navigation, syndicaliste.

### Élections de 1967
| Candidat         | Candidat               | Parti          | Premier tour | Premier tour | Second tour | Second tour |  |
| Candidat         | Candidat               | Parti          | Voix         | %            | Voix        | %           |  |
| ---------------- | ---------------------- | -------------- | ------------ | ------------ | ----------- | ----------- |  |
|                  | André Chérasse sortant | UD-Ve          | 16 921       | 32,45        | 22 356      | 45,61       |  |
|                  | André Marie            | FGDS (Radical) | 15 727       | 30,16        | Retrait     | Retrait     |  |
|                  | Colette Privat élue    | PCF            | 15 265       | 29,27        | 26 661      | 54,39       |  |
|                  | Christian Farjon       | PSU            | 4 231        | 8,11         |             |             |  |
|                  |                        |                |              |              |             |             |  |
| Inscrits         | Inscrits               | Inscrits       | 65 791       | 100,00       | 65 780      | 100,00      |  |
| Abstentions      | Abstentions            | Abstentions    | 11 841       | 18           | 13 219      | 20,1        |  |
| Votants          | Votants                | Votants        | 53 950       | 82           | 52 561      | 79,9        |  |
| Blancs et nuls   | Blancs et nuls         | Blancs et nuls | 1 806        | 3,35         | 3 544       | 6,74        |  |
| Exprimés         | Exprimés               | Exprimés       | 52 144       | 96,65        | 49 017      | 93,26       |  |
| Source : CEVIPOF |                        |                |              |              |             |             |  |

André Marie s'était retiré en appelant à battre André Chérasse.
Le suppléant de Colette Privat était Gilbert Grenier, agent de maitrise du textile, du Houlme.

### Élections de 1968
| Candidat         | Candidat                | Parti          | Premier tour | Premier tour | Second tour | Second tour |  |
| Candidat         | Candidat                | Parti          | Voix         | %            | Voix        | %           |  |
| ---------------- | ----------------------- | -------------- | ------------ | ------------ | ----------- | ----------- |  |
|                  | Colette Privat sortante | PCF            | 18 476       | 34,7         | 23 499      | 46,28       |  |
|                  | Olivier de Sarnez élu   | UDR (URP)      | 15 186       | 28,52        | 27 280      | 53,72       |  |
|                  | Alain Brajeux           | CD (PDM)       | 7 388        | 13,88        | Retrait     | Retrait     |  |
|                  | Jacques Bourgeois       | RI             | 6 652        | 12,49        |             |             |  |
|                  | Alain Sadourny          | FGDS (CIR)     | 3 529        | 6,63         |             |             |  |
|                  | Henri Lemare            | PSU            | 2 015        | 3,78         |             |             |  |
|                  |                         |                |              |              |             |             |  |
| Inscrits         | Inscrits                | Inscrits       | 66 787       | 100,00       | 66 684      | 100,00      |  |
| Abstentions      | Abstentions             | Abstentions    | 12 474       | 18,68        | 13 847      | 20,77       |  |
| Votants          | Votants                 | Votants        | 54 313       | 81,32        | 52 837      | 79,23       |  |
| Blancs et nuls   | Blancs et nuls          | Blancs et nuls | 1 067        | 1,96         | 2 058       | 3,89        |  |
| Exprimés         | Exprimés                | Exprimés       | 53 246       | 98,04        | 50 779      | 96,11       |  |
| Source : CEVIPOF |                         |                |              |              |             |             |  |

René Duval, sous-directeur d'agence maritime, était suppléant d'Olivier de Sarnez.

### Élections de 1973
| Candidat         | Candidat                  | Parti          | Premier tour | Premier tour | Second tour | Second tour |  |
| Candidat         | Candidat                  | Parti          | Voix         | %            | Voix        | %           |  |
| ---------------- | ------------------------- | -------------- | ------------ | ------------ | ----------- | ----------- |  |
|                  | Colette Privat            | PCF            | 18 646       | 31,45        | 27 427      | 46,04       |  |
|                  | André Martin élu          | MDSF (MR)      | 13 344       | 22,5         | 32 141      | 53,96       |  |
|                  | Maurice Belpomme          | UDR (URP)      | 9 553        | 16,11        | Retrait     | Retrait     |  |
|                  | Olivier de Sarnez sortant | RI             | 7 270        | 12,26        | Retrait     | Retrait     |  |
|                  | Marc Massion              | PS (UGSD)      | 6 498        | 10,96        |             |             |  |
|                  | Claude Duval              | PSU            | 2 062        | 3,48         |             |             |  |
|                  | Michel Bodin              | LO             | 1 412        | 2,38         |             |             |  |
|                  | Jacques Dupont            | Extrême gauche | 510          | 0,86         |             |             |  |
|                  |                           |                |              |              |             |             |  |
| Inscrits         | Inscrits                  | Inscrits       | 73 660       | 100,00       | 73 639      | 100,00      |  |
| Abstentions      | Abstentions               | Abstentions    | 12 668       | 17,2         | 12 299      | 16,7        |  |
| Votants          | Votants                   | Votants        | 60 992       | 82,8         | 61 340      | 83,3        |  |
| Blancs et nuls   | Blancs et nuls            | Blancs et nuls | 1 697        | 2,78         | 1 772       | 2,89        |  |
| Exprimés         | Exprimés                  | Exprimés       | 59 295       | 97,22        | 59 568      | 97,11       |  |
| Source : CEVIPOF |                           |                |              |              |             |             |  |

Le suppléant d'André Martin était Marcel Sauvage, maire de Notre-Dame-de-Bondeville.

### Élections de 1978
| Candidat         | Candidat                | Parti          | Premier tour | Premier tour | Second tour | Second tour |  |
| Candidat         | Candidat                | Parti          | Voix         | %            | Voix        | %           |  |
| ---------------- | ----------------------- | -------------- | ------------ | ------------ | ----------- | ----------- |  |
|                  | André Martin sortant    | UDF (MDSF)     | 24 779       | 33,12        | 37 458      | 49,6        |  |
|                  | Colette Privat élue     | PCF            | 21 677       | 28,98        | 38 066      | 50,4        |  |
|                  | Roger Provost           | PS             | 15 159       | 20,26        | Retrait     | Retrait     |  |
|                  | Marie-Michelle Bataille | RPR            | 7 324        | 9,79         |             |             |  |
|                  | Serge Gomont            | MRG            | 1 354        | 1,81         |             |             |  |
|                  | Monique Wable           | PSU (FA)       | 1 342        | 1,79         |             |             |  |
|                  | Francine Biville        | LO             | 1 177        | 1,57         |             |             |  |
|                  | Alain Boisneault        | UGP            | 904          | 1,21         |             |             |  |
|                  | François Duprat         | FN             | 558          | 0,75         |             |             |  |
|                  | Murielle Guesdon        | LCR            | 537          | 0,72         |             |             |  |
|                  |                         |                |              |              |             |             |  |
| Inscrits         | Inscrits                | Inscrits       | 90 280       | 100,00       | 90 279      | 100,00      |  |
| Abstentions      | Abstentions             | Abstentions    | 13 587       | 15,05        | 12 490      | 13,83       |  |
| Votants          | Votants                 | Votants        | 76 693       | 84,95        | 77 789      | 86,17       |  |
| Blancs et nuls   | Blancs et nuls          | Blancs et nuls | 1 882        | 2,45         | 2 265       | 2,91        |  |
| Exprimés         | Exprimés                | Exprimés       | 74 811       | 97,55        | 75 524      | 97,09       |  |
| Source : CEVIPOF |                         |                |              |              |             |             |  |

Le suppléant de Colette Privat était Gilbert Grenier, maire du Houlme.

### Élections de 1981
| Candidat       | Candidat                | Parti             | Premier tour | Premier tour | Second tour | Second tour |  |
| Candidat       | Candidat                | Parti             | Voix         | %            | Voix        | %           |  |
| -------------- | ----------------------- | ----------------- | ------------ | ------------ | ----------- | ----------- |  |
|                | Jean-Claude Bateux élu  | PS                | 21 160       | 31,21        | 42 325      | 60,04       |  |
|                | Colette Privat sortante | PCF               | 17 365       | 25,61        | Retrait     | Retrait     |  |
|                | André Martin            | UDF (MDSF)        | 15 897       | 23,44        | 28 164      | 39,96       |  |
|                | Gérard Simon            | RPR (UNM)         | 9 696        | 14,30        |             |             |  |
|                | Pierre Castaing         | Divers écologiste | 1 450        | 2,14         |             |             |  |
|                | Serge Gomont            | Divers gauche     | 1 000        | 1,47         |             |             |  |
|                | Monique Wable           | PSU               | 643          | 0,95         |             |             |  |
|                | Francine Conche         | LO                | 596          | 0,88         |             |             |  |
|                |                         |                   |              |              |             |             |  |
| Inscrits       | Inscrits                | Inscrits          | 96 184       | 100,00       | 96 182      | 100,00      |  |
| Abstentions    | Abstentions             | Abstentions       | 27 396       | 28,48        | 24 220      | 25,18       |  |
| Votants        | Votants                 | Votants           | 68 788       | 71,52        | 71 962      | 74,82       |  |
| Blancs et nuls | Blancs et nuls          | Blancs et nuls    | 981          | 1,43         | 1 473       | 2,05        |  |
| Exprimés       | Exprimés                | Exprimés          | 67 807       | 98,57        | 70 489      | 97,95       |  |

Le suppléant de Jean-Claude Bateux était Louis Hancart, chef de service à la Direction départementale de l'agriculture, maire adjoint de Maromme.

## La4ecirconscriptionde 1986 à 2010
Dans le découpage électoral de la loi no 86-1197 du 24 novembre 1986
, la circonscription regroupe les cantons suivants :
- canton de Caudebec-lès-Elbeuf,
- canton d'Elbeuf,
- canton de Grand-Couronne,
- canton du Grand-Quevilly.

D'après le recensement général de la population en 1999, réalisé par l'Institut national de la statistique et des études économiques (INSEE), la population de cette circonscription est estimée à 105 663 habitants,.

### Historique des députations
| Législature | Début de mandat | Fin de mandat   | Député             | Parti politique | Observations                                                                                                  |
| ----------- | --------------- | --------------- | ------------------ | --------------- | --- |
| IXe         | 23 juin 1988    | 1er avril 1993  | Laurent Fabius     | PS              | |
| Xe          | 2 avril 1993    | 21 avril 1997   | Laurent Fabius,    | PS,             | Mandat écourté à la suite d'une dissolution parlementaire décidée par Jacques Chirac.                         |
| XIe         | 12 juin 1997    | 28 avril 2000   | Laurent Fabius     | PS              | Remplacé à partir du 28 avril 2000 par Didier Marie (PS) à la suite de sa nomination au gouvernement.         |
| XIe         | 28 avril 2000   | 18 juin 2002    | Didier Marie       | PS              | Remplacé à partir du 28 avril 2000 par Didier Marie (PS) à la suite de sa nomination au gouvernement.         |
| XIIe        | 19 juin 2002    | 19 juin 2007    | Laurent Fabius,    | PS,             | |
| XIIIe       | 20 juin 2007    | 22 juillet 2012 | Laurent Fabius     | PS              | Remplacé à partir du 22 juillet 2012 par Guillaume Bachelay (PS) à la suite de sa nomination au gouvernement. |
| XIIIe       | 22 juillet 2012 | 19 juin 2012    | Guillaume Bachelay | PS              | Remplacé à partir du 22 juillet 2012 par Guillaume Bachelay (PS) à la suite de sa nomination au gouvernement. |
| XIVe        | 20 juin 2012    | 20 juin 2017    | Laurent Fabius     | PS              | |

### Élections de 1988
|                | Laurent Fabius sortant réélu | PS                   | 26 495 | 61,89  |  |  |  |
|                | Armand Nascimento            | RPR (URC)            | 7 044  | 16,45  |  |  |  |
|                | Patrice Dupray               | PCF                  | 4 856  | 11,34  |  |  |  |
|                | Guillaume de Tarle           | FN                   | 4 128  | 9,64   |  |  |  |
|                | Gilles Cazin                 | Extrême gauche (LTF) | 288    | 0,67   |  |  |  |
|                |                              |                      |        |        |  |  |  |
| Inscrits       | Inscrits                     | Inscrits             | 68 375 | 100,00 |  |  |  |
| Abstentions    | Abstentions                  | Abstentions          | 24 553 | 35,91  |  |  |  |
| Votants        | Votants                      | Votants              | 43 822 | 64,09  |  |  |  |
| Blancs et nuls | Blancs et nuls               | Blancs et nuls       | 1 011  | 2,31   |  |  |  |
| Exprimés       | Exprimés                     | Exprimés             | 42 811 | 97,69  |  |  |  |

René Youinou était suppléant de Laurent Fabius.

#### Élections de 1993
| Candidat       | Candidat                     | Parti             | Premier tour | Premier tour | Second tour | Second tour |  |
| Candidat       | Candidat                     | Parti             | Voix         | %            | Voix        | %           |  |
| -------------- | ---------------------------- | ----------------- | ------------ | ------------ | ----------- | ----------- |  |
|                | Laurent Fabius sortant réélu | PS (ADFP)         | 12 655       | 27,67        | 23 147      | 52,04       |  |
|                | Michel Baldenweck            | UDF (CDS)         | 11 225       | 24,54        | 21 328      | 47,96       |  |
|                | Guillaume de Tarlé           | FN                | 7 998        | 17,49        |             |             |  |
|                | Patrice Dupray               | PCF               | 5 634        | 12,32        |             |             |  |
|                | Dominique Aupierre           | GÉ (EÉ)           | 3 282        | 7,18         |             |             |  |
|                | Juan Heredias                | LO                | 1 453        | 3,18         |             |             |  |
|                | Marc Dieuleveut              | Divers écologiste | 1 302        | 2,85         |             |             |  |
|                | Michèle Bolufer              | LT-LNÉ            | 1 076        | 2,35         |             |             |  |
|                | Laurent-Xavier Morin         | CNIP              | 593          | 1,30         |             |             |  |
|                | Régis Louail                 | LCR               | 517          | 1,13         |             |             |  |
|                |                              |                   |              |              |             |             |  |
| Inscrits       | Inscrits                     | Inscrits          | 69 093       | 100,00       | 69 087      | 100,00      |  |
| Abstentions    | Abstentions                  | Abstentions       | 20 106       | 29,1         | 19 762      | 28,6        |  |
| Votants        | Votants                      | Votants           | 48 987       | 70,9         | 49 325      | 71,4        |  |
| Blancs et nuls | Blancs et nuls               | Blancs et nuls    | 3 252        | 6,64         | 4 850       | 9,83        |  |
| Exprimés       | Exprimés                     | Exprimés          | 45 735       | 93,36        | 44 475      | 90,17       |  |

René Youinou était le suppléant de Laurent Fabius.

#### Élections de 1997
| Candidat       | Candidat                     | Parti          | Premier tour | Premier tour | Second tour | Second tour |  |
| Candidat       | Candidat                     | Parti          | Voix         | %            | Voix        | %           |  |
| -------------- | ---------------------------- | -------------- | ------------ | ------------ | ----------- | ----------- |  |
|                | Laurent Fabius sortant réélu | PS             | 19 525       | 41,73        | 31 615      | 72,91       |  |
|                | Guillaume de Tarlé           | FN             | 8 353        | 17,85        | 11 749      | 27,09       |  |
|                | Eric Réboli                  | UDF (PPDF)     | 6 500        | 13,89        |             |             |  |
|                | Patrice Dupray               | PCF            | 5 976        | 12,77        |             |             |  |
|                | Daniel Doare                 | GÉ             | 1 501        | 3,21         |             |             |  |
|                | Magali Le Meur               | Les Verts      | 1 243        | 2,66         |             |             |  |
|                | Jean-Luc Robin               | LO             | 1 214        | 2,59         |             |             |  |
|                | Bernard Frau                 | Divers gauche  | 878          | 1,88         |             |             |  |
|                | Régis Louail                 | LCR            | 524          | 1,12         |             |             |  |
|                | Jean-Baptiste Hervé          | US4J           | 446          | 0,95         |             |             |  |
|                | Armand Capart                | Divers droite  | 317          | 0,68         |             |             |  |
|                | Juan Heredia                 | Extrême gauche | 311          | 0,66         |             |             |  |
|                |                              |                |              |              |             |             |  |
| Inscrits       | Inscrits                     | Inscrits       | 68 986       | 100,00       | 68 945      | 100,00      |  |
| Abstentions    | Abstentions                  | Abstentions    | 20 022       | 29,02        | 20 125      | 29,19       |  |
| Votants        | Votants                      | Votants        | 48 964       | 70,98        | 48 820      | 70,81       |  |
| Blancs et nuls | Blancs et nuls               | Blancs et nuls | 2 176        | 4,44         | 5 456       | 11,18       |  |
| Exprimés       | Exprimés                     | Exprimés       | 46 788       | 95,56        | 43 364      | 88,82       |  |

Le suppléant de Laurent Fabius était Didier Marie, maire d'Elbeuf, instituteur. Didier Marie remplaça Laurent Fabius, nommé membre du gouvernement, du 28 avril 2000 au 18 juin 2002.

#### Élections de 2002
| Candidat       | Candidat                     | Parti          | Premier tour | Premier tour | Second tour | Second tour |  |
| Candidat       | Candidat                     | Parti          | Voix         | %            | Voix        | %           |  |
| -------------- | ---------------------------- | -------------- | ------------ | ------------ | ----------- | ----------- |  |
|                | Laurent Fabius sortant réélu | PS             | 21 288       | 49,25        | 26 064      | 68,15       |  |
|                | Marie-Hélène Roux            | UMP            | 9 255        | 21,41        | 12 183      | 31,85       |  |
|                | Alain Garant                 | FN             | 5 326        | 12,32        |             |             |  |
|                | Patrice Dupray               | PCF            | 3 140        | 7,27         |             |             |  |
|                | Claire Dumontier             | Les Verts      | 1 325        | 3,07         |             |             |  |
|                | Régis Louail                 | LCR            | 952          | 2,2          |             |             |  |
|                | Jean-Luc Robin               | LO             | 695          | 1,61         |             |             |  |
|                | Jean-Philippe Deal           | MNR            | 581          | 1,34         |             |             |  |
|                | Michel Lehoux                | CPNT           | 322          | 0,75         |             |             |  |
|                | Raynald Pinard               | Divers gauche  | 173          | 0,4          |             |             |  |
|                | Marie-Noëlle Richard         | ND             | 163          | 0,38         |             |             |  |
|                |                              |                |              |              |             |             |  |
| Inscrits       | Inscrits                     | Inscrits       | 70 287       | 100,00       | 69 774      | 100,00      |  |
| Abstentions    | Abstentions                  | Abstentions    | 26 216       | 37,3         | 29 796      | 42,7        |  |
| Votants        | Votants                      | Votants        | 44 071       | 62,7         | 39 978      | 57,3        |  |
| Blancs et nuls | Blancs et nuls               | Blancs et nuls | 851          | 1,93         | 1 731       | 4,33        |  |
| Exprimés       | Exprimés                     | Exprimés       | 43 220       | 98,07        | 38 247      | 95,67       |  |

Le suppléant de Laurent Fabius était Didier Marie.

#### Élections de 2007
| Candidat       | Candidat                     | Parti             | Premier tour | Premier tour | Second tour | Second tour |  |
| Candidat       | Candidat                     | Parti             | Voix         | %            | Voix        | %           |  |
| -------------- | ---------------------------- | ----------------- | ------------ | ------------ | ----------- | ----------- |  |
|                | Laurent Fabius sortant réélu | PS                | 21 599       | 49,87        | 27 536      | 67,54       |  |
|                | Marie-Hélène Roux            | UMP               | 11 000       | 25,4         | 13 236      | 32,46       |  |
|                | Patrice Dupray               | PCF               | 3 010        | 6,95         |             |             |  |
|                | Régine Marre                 | UDF–MoDem         | 2 069        | 4,78         |             |             |  |
|                | Jean-Luc Bigot               | FN                | 1 959        | 4,52         |             |             |  |
|                | Zahia Ait Bachir             | LCR               | 959          | 2,21         |             |             |  |
|                | Françoise Lesconnec          | Les Verts         | 915          | 2,11         |             |             |  |
|                | Pascal Le Manach             | LO                | 473          | 1,09         |             |             |  |
|                | Yvette Morin                 | MNR               | 370          | 0,85         |             |             |  |
|                | Julien Morin                 | NC                | 292          | 0,67         |             |             |  |
|                | Ginette Frau                 | Divers écologiste | 263          | 0,61         |             |             |  |
|                | Philippe Bourgain            | Divers            | 213          | 0,49         |             |             |  |
|                | William Prud'Homme           | Divers            | 189          | 0,44         |             |             |  |
|                |                              |                   |              |              |             |             |  |
| Inscrits       | Inscrits                     | Inscrits          | 72 432       | 100,00       | 72 431      | 100,00      |  |
| Abstentions    | Abstentions                  | Abstentions       | 28 268       | 39,03        | 30 355      | 41,91       |  |
| Votants        | Votants                      | Votants           | 44 164       | 60,97        | 42 076      | 58,09       |  |
| Blancs et nuls | Blancs et nuls               | Blancs et nuls    | 853          | 1,93         | 1 304       | 3,1         |  |
| Exprimés       | Exprimés                     | Exprimés          | 43 311       | 98,07        | 40 772      | 96,9        |  |

## La circonscription depuis 2010

### Description géographique
À la suite du redécoupage des circonscriptions législatives françaises de 2010, induit par l'ordonnance no 2009-935 du 29 juillet 2009, ratifiée par le Parlement français le 21 janvier 2010, la quatrième circonscription de la Seine-Maritime regroupe les divisions administratives suivantes :
- canton de Caudebec-lès-Elbeuf,
- canton d'Elbeuf,
- canton de Grand-Couronne,
- canton du Grand-Quevilly,
- canton de Maromme.

### Historique des députations
| Législature | Début de mandat | Fin de mandat | Député         | Parti politique | Observations |
| ----------- | --------------- | ------------- | -------------- | --------------- | --- |
| XIVe        | 20 juin 2012    | 20 juin 2017  | Laurent Fabius | PS              | remplacé à partir du 22 juillet 2012 par son suppléant Guillaume Bachelay pour tout le temps de la législature. |
| XVe         | 21 juin 2017    | 21 juin 2022  | Sira Sylla     | LREM            | |
| XVIe        | 22 juin 2022    | 9 juin 2024   | Alma Dufour    | LFI             | Mandat écourté à la suite d'une dissolution parlementaire décidée par Emmanuel Macron.                          |
| XVIIe       | 8 juillet 2024  | En cours      | Alma Dufour    | LFI             | |

### Historique des élections

#### Élections de 2012
|                | Laurent Fabius sortant réélu | PS             | 25 978 | 52,81  |  |  |  |
|                | Nicolas Bay                  | RBM (FN)       | 9 029  | 18,36  |  |  |  |
|                | Franck Meyer                 | NC (UMP)       | 6 910  | 14,05  |  |  |  |
|                | Patrice Dupray               | FG (PCF)       | 5 206  | 10,58  |  |  |  |
|                | Claire Lutz                  | EÉLV           | 1 183  | 2,41   |  |  |  |
|                | Régis Louail                 | NPA            | 529    | 1,08   |  |  |  |
|                | Frédéric Podguszer           | LO             | 352    | 0,72   |  |  |  |
|                |                              |                |        |        |  |  |  |
| Inscrits       | Inscrits                     | Inscrits       | 88 988 | 100,00 |  |  |  |
| Abstentions    | Abstentions                  | Abstentions    | 38 814 | 43,62  |  |  |  |
| Votants        | Votants                      | Votants        | 50 174 | 56,38  |  |  |  |
| Blancs et nuls | Blancs et nuls               | Blancs et nuls | 987    | 1,97   |  |  |  |
| Exprimés       | Exprimés                     | Exprimés       | 49 187 | 98,03  |  |  |  |

#### Élections de 2017
|                                                                                    |                                                                           |                           |                           |                          |                          |
|                                                                                    |                                                                           | Premier tour 11 juin 2017 | Premier tour 11 juin 2017 | Second tour 18 juin 2017 | Second tour 18 juin 2017 |
|                                                                                    |                                                                           |                           |                           |                          |                          |
|                                                                                    |                                                                           | Nombre                    | % des inscrits            | Nombre                   | % des inscrits           |
| Inscrits                                                                           | Inscrits                                                                  | 88 364                    | 100,00                    | 88 359                   | 100,00                   |
| Abstentions                                                                        | Abstentions                                                               | 46 438                    | 52,55                     | 52 299                   | 59,19                    |
| Votants                                                                            | Votants                                                                   | 41 926                    | 47,45                     | 36 060                   | 40,81                    |
|                                                                                    |                                                                           |                           | % des votants             |                          | % des votants            |
| Bulletins blancs                                                                   | Bulletins blancs                                                          | 814                       | 1,94                      | 3 168                    | 8,79                     |
| Bulletins nuls                                                                     | Bulletins nuls                                                            | 272                       | 0,65                      | 1 160                    | 3,22                     |
| Suffrages exprimés                                                                 | Suffrages exprimés                                                        | 40 840                    | 97,41                     | 31 732                   | 88,00                    |
|                                                                                    |                                                                           |                           |                           |                          |                          |
| Candidat Étiquette politique (partis et alliances)                                 | Candidat Étiquette politique (partis et alliances)                        | Voix                      | % des exprimés            | Voix                     | % des exprimés           |
|                                                                                    |                                                                           |                           |                           |                          |                          |
|                                                                                    | Sira Sylla La République en marche                                        | 10 588                    | 25,93                     | 19 271                   | 60,73                    |
|                                                                                    | Nicolas Goury Front national                                              | 7 861                     | 19,25                     | 12 461                   | 39,27                    |
|                                                                                    | Guillaume Bachelay (député sortant) Parti socialiste                      | 7 738                     | 18,95                     |                          |                          |
|                                                                                    | Laura Thieblemont La France insoumise                                     | 5 576                     | 13,65                     |                          |                          |
|                                                                                    | Patrice Dupray Parti communiste français                                  | 3 219                     | 7,88                      |                          |                          |
|                                                                                    | Marie-Hélène Roux Les Républicains (Union des démocrates et indépendants) | 3 004                     | 7,36                      |                          |                          |
|                                                                                    | David Cormand Europe Écologie Les Verts                                   | 928                       | 2,27                      |                          |                          |
|                                                                                    | Frédéric Podguszer Lutte ouvrière                                         | 548                       | 1,34                      |                          |                          |
|                                                                                    | Léa Dufay Écologiste (Mouvement 100 % - Alliance écologiste indépendante) | 399                       | 0,98                      |                          |                          |
|                                                                                    | Patrick Bellenger Extrême droite (Souveraineté, identité et libertés)     | 328                       | 0,80                      |                          |                          |
|                                                                                    | Armelle Bouillé Debout la France                                          | 328                       | 0,80                      |                          |                          |
|                                                                                    | Karim Errahmane Divers (Union populaire républicaine)                     | 323                       | 0,79                      |                          |                          |
|                                                                                    | Noël Dedji Écologiste                                                     | 0                         | 0,00                      |                          |                          |
| Source : Ministère de l'Intérieur - Quatrième circonscription de la Seine-Maritime |                                                                           |                           |                           |                          |                          |

#### Élections de 2022
| Résultats des élections législatives des 12 et 19 juin 2022 de la 4e circonscription de Seine-Maritime |                          |                          |                          |              |              |             |             |
| Candidat                                                                                               | Candidat                 | Parti et coalition       | Nuance                   | Premier tour | Premier tour | Second tour | Second tour |
| Candidat                                                                                               | Candidat                 | Parti et coalition       | Nuance                   | Voix         | %            | Voix        | %           |
| | Guillaume Pennelle       | RN                       | RN                       | 10 105       | 25,96        | 15 300      | 46,28       |
| | Alma Dufour              | FI (NUPES)               | NUP                      | 9 303        | 23,90        | 17 763      | 53,72       |
| | Djoudé Merabet           | DVG (PS diss.)           | DVG                      | 9 136        | 23,47        |             |             |
| | Sira Sylla               | LREM (ENS)               | ENS                      | 7 004        | 17,99        |             |             |
| | Eve Froger               | REC                      | REC                      | 1 615        | 4.15         |             |             |
| | Jennifer Jezequel        | PA                       | DIV                      | 1 017        | 2,61         |             |             |
| | Frédéric Podguszer       | LO                       | DXG                      | 604          | 1,55         |             |             |
| | Michael Poret            | UDMF                     | DIV                      | 140          | 0,36         |             |             |
| | Olivier Roussel          | SE                       | DVD                      | 2            | 0.00         |             |             |
| Votes valides                                                                                          | Votes valides            | Votes valides            | Votes valides            | 38 926       | 97,31        | 33 063      | 86,84       |
| Votes blancs                                                                                           | Votes blancs             | Votes blancs             | Votes blancs             | 827          | 2,07         | 3 982       | 10,46       |
| Votes nuls                                                                                             | Votes nuls               | Votes nuls               | Votes nuls               | 245          | 0,61         | 1 027       | 2,70        |
| Total                                                                                                  | Total                    | Total                    | Total                    | 39 998       | 100          | 38 072      | 100         |
| Abstention                                                                                             | Abstention               | Abstention               | Abstention               | 47 116       | 54,09        | 49 056      | 56,30       |
| Inscrits / participation                                                                               | Inscrits / participation | Inscrits / participation | Inscrits / participation | 87 114       | 45,91        | 87 128      | 43,70       |

### Élections législatives de 2024
| Candidat                 | Candidat                 | Parti et coalition       | Nuance                   | Premier tour | Premier tour | Second tour | Second tour |
| Candidat                 | Candidat                 | Parti et coalition       | Nuance                   | Voix         | %            | Voix        | %           |
| ------------------------ | ------------------------ | ------------------------ | ------------------------ | ------------ | ------------ | ----------- | ----------- |
|                          | Guillaume Pennelle       | RN                       | RN                       | 20 748       | 39,08        | 23 693      | 47,49       |
|                          | Alma Dufour réélue       | LFI (NFP)                | UG                       | 17 335       | 32,65        | 26 194      | 52,51       |
|                          | Laurent Bonnaterre       | HOR (ENS)                | HOR                      | 13 120       | 24,71        | Retrait     | Retrait     |
|                          | Frédéric Podguszer       | LO                       | EXG                      | 1 152        | 2,17         |             |             |
|                          | Ingrid Losfeld           | REC                      | REC                      | 736          | 1,39         |             |             |
|                          |                          |                          |                          |              |              |             |             |
| Votes valides            | Votes valides            | Votes valides            | Votes valides            | 53 091       | 97,13        | 49 887      | 91,21       |
| Votes blancs             | Votes blancs             | Votes blancs             | Votes blancs             | 1 146        | 2,10         | 3 764       | 6,88        |
| Votes nuls               | Votes nuls               | Votes nuls               | Votes nuls               | 420          | 0,77         | 1 041       | 1,90        |
| Total                    | Total                    | Total                    | Total                    | 54 657       | 100          | 54 692      | 100         |
| Abstention               | Abstention               | Abstention               | Abstention               | 31 630       | 36,66        | 31 537      | 36,57       |
| Inscrits / participation | Inscrits / participation | Inscrits / participation | Inscrits / participation | 86 287       | 63,34        | 86 229      | 63,43       |

#### Département de la Seine-Maritime
- La fiche de l'INSEE de cette circonscription : « Tableaux et Analyses de la quatrième circonscription de la Seine-Maritime », sur insee.fr, site de l'Institut national de la statistique et des études économiques (consulté le 10 juin 2007) [PDF]

- « Tous les députés du département de la Seine-Maritime depuis 1789 » [archive du 30 septembre 2007], sur assemblee-nationale.fr, site de l'Assemblée nationale française (consulté le 10 juin 2007)

- « Informations contentieuses sur le département de la Seine-Maritime (Élections législatives de 2002) »(Archive.org • Wikiwix • Archive.is • Google • Que faire ?), sur conseil-constitutionnel.fr, site du Conseil constitutionnel (consulté le 13 juin 2007)

#### Circonscriptions en France
- « Carte des circonscriptions législatives en France », sur assemblee-nationale.fr, site de l'Assemblée nationale française (consulté le 10 juin 2007)

- « Résultats électoraux officiels en France »(Archive.org • Wikiwix • Archive.is • Google • Que faire ?), sur interieur.gouv.fr, site du ministère de l'Intérieur (France) (consulté le 13 juin 2007)

- Description et Atlas des circonscriptions électorales de France sur http://www.atlaspol.com, Atlaspol, site de cartographie géopolitique, consulté le 13 juin 2007.